# 莫頓崖
莫頓崖（英語：Morton Cliff），是南極洲的山崖，位於南設得蘭群島的利文斯頓島，處於威廉斯角西面，海拔高度約35米，由英國南極名稱諮詢委員會命名，現時由南極條約體系管理。